# Carlo Filippo Chiaffarino

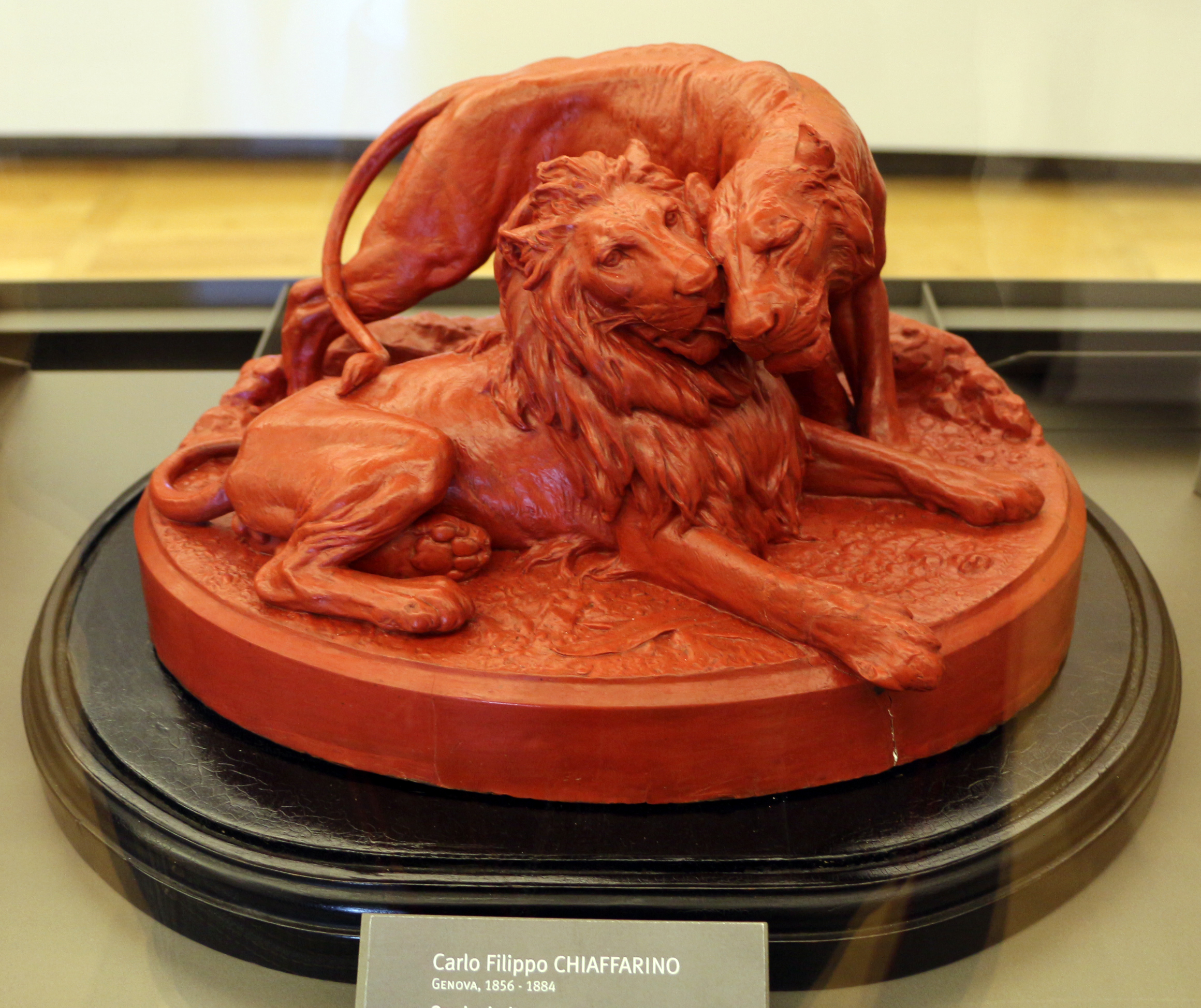
Omnia vincit amor, Galleria d'arte moderna di Genova

Carlo Filippo Chiaffarino (Genova, 26 febbraio 1856 – Apparizione, 23 luglio 1884) è stato uno scultore italiano.

## Biografia
Fu allievo di Santo Varni all'Accademia ligustica di belle arti di Genova tra il 1870 e il 1874. Vinse il Pensionato Traverso, che gli permise di completare gli studi a Roma dove rimase fino al 1883.
In questo periodo viaggiò a Napoli e a Parigi dove, in occasione dell'EXPO del 1878, espose I gladiatori alla Meta Sudante, bassorilievo realizzato nel 1877. L'anno precedente realizzò S. Martino ordinato vescovo, bassorilievo in stucco per la chiesa di San Martino di Zoagli. Per la chiesa dell'Immacolata di Genova realizzò Isaia, Ezechia, Bernardo, Bonaventura e Alfonso de' Liguori, cinque opere in bronzo dedicate ai santi, situate sul massimo altare. 
Nel 1881 realizzò un Angelo in bronzo per la tomba del conte Augusto Nomis di Cossilla, collocato nel cimitero di Bacezza (Chiavari). Sempre a Zoagli venne inaugurato, nel febbraio 1885, il Monumento al Conte Canevaro, in memoria del conte Giuseppe Canevaro (1803-1875), opera precedentemente esposta alla mostra nazionale di Torino. In questi anni realizzò anche alcune incisioni. 

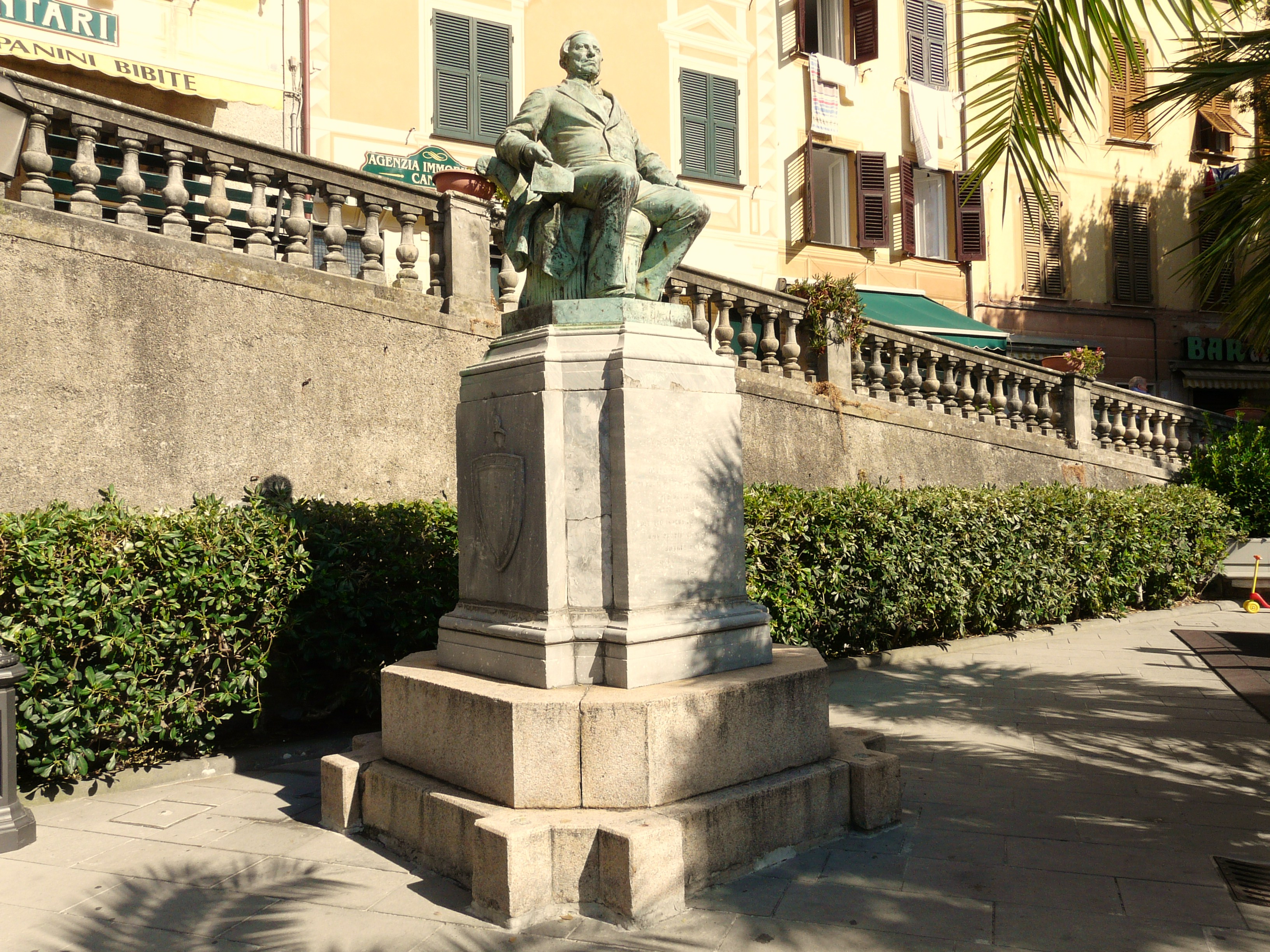
Monumento al Conte Canevaro, Zoagli

Successivamente realizzò per la Biblioteca vaticana Il trasporto della Madonna di Cimabue e il David, statua in bronzo fusa dopo la sua morte esposta in copia alla Galleria d'arte moderna di Genova assieme ad altre opere e bozzetti, tra cui Il principe Odone di Savoia (1876), Busto di giovinetto (1878), Omnia vincit amor (1878) e alcune pitture.
Presso l'Accademia ligustica sono conservati i modelli di Due leoni e di uno Studio di testa.